# えもりえりこ
えもり えりこ（1953年4月9日 - ）は、日本の女性声優、ナレーター。埼玉県熊谷市出身。身長153cm。プロダクション・タンク所属。

## 出演作品

### ナレーション
テレビ
- 明石家出版（日本テレビ）
- 救命病棟24時（フジテレビ）
- 邦子の Catch on 東京（TOKYO MX）
- 激闘看護婦！生命の最前線（テレビ朝日）
- コンパスU（テレビ神奈川）
- 3時にあいましょう（TBS）
- ジャスト（TBS）
- 情報!もぎたてサラダ（TBS）
- スーパーワイド（TBS）
- ファミリー東京（テレビ東京）
- 木久蔵の人情一本釣り（TBS）
- 横浜クルージング・トーク（テレビ神奈川）
- ルックルック大晦日SP（日本テレビ）
- 逃げるは恥だが役に立つ（TBS）

VP
- 装道
- かわいい小動物マニュアル
- 日本の歴史
- 俳句
- ひらがな
- 鬼怒川改修80周年
- ネットいじめ

### ボイスオーバー
- style up 毎日がイタリアン（NHK教育）
- 地球ドラマチック「戦争に行ったクマ～ヴォイテクとポーランド兵たちの物語～」（NHK教育）
- ビートルズの原点
- ナチ・ハンターズ（ヒストリーチャンネル）
- 子育てリアリティ 出張しつけ相談（Dlife）

### 吹き替え
海外ドラマ
- シークレット・ガーデン（パク･ポンヒ）
- 食客
- パラダイス牧場
- 光と影（キム･グムレ）
- ファントム（キム･ウンスク）
- 弁護士イーライのふしぎな日常　(第1シーズン)
- 名探偵ポワロ「第三の女」「ハロウィーン・パーティ」
- 私はラブ・リーガル　(第1シーズン)

外国映画
- ちりも積もればロマンス（ジウンの母）
- ミッドナイト・イン・パリ（ヘレンブレア）

### ラジオ
リポーター
- 筑波万博
- 横浜博

DJ
- デートの前に（エフエム東京）
- ライドオン（横浜エフエム放送）

### テレビアニメ
2012年
- PSYCHO-PASS サイコパス（老夫婦）

2013年
- ぎんぎつね（池田のおばあちゃん）

### その他
- 〈朗読〉「横浜市細郷市長追悼番組」（テレビ神奈川）